# Christmas Day in the Morning
Christmas Day in the Morning är ett julalbum från 1952 av Burl Ives, utgivet på skivmärket Decca. Det är det första av flera av hans julalbum, och bär undertiteln Yuletide Folk Songs, och innehåller sju traditionella julsånger, från välkända "What Child Is This?" till mindre kända "Down in Yon Forest" och "The Seven Joys of Mary." "Jesous Ahatonia" är bättre känd som "Huron Carol." Ives släppte den på singel under titeln "Indian Christmas Carol" (Decca 25585, 7 inch, 45 rpm).
En okänd recensent i New York Times skrev att "'The Friendly Beasts' och 'The Seven Joys of Mary,' låtarna som Mr. Ives sjunger till sitt eget gitarrarrangemang, är de bästa, för i de andra utmärker han sig inte som solist då även kör och orkester medverkar."
Samma åtta låtar, liksom många andra, släpptes som Christmas Eve with Burl Ives (Decca DL 8391) 1957. Dessa låtar, i sin tur, släpptes som Twelve Days of Christmas (Pickwick SPC 1018) under 1960-talet.

## Låtlista

### Sida 1
| Låt | Titel                         |
| --- | ----------------------------- |
| 1.  | There Were Three Ships        |
| 2.  | The Friendly Beasts           |
| 3.  | What Child Is This?           |
| 4.  | [Jesous Ahatonia] Huron Carol |

### Sida 2
| Låt | Titel                          |
| --- | ------------------------------ |
| 1.  | The Seven Joys of Mary, Part 1 |
| 2.  | The Seven Joys of Mary, Part 2 |
| 3.  | Down in Yon Forest             |
| 4.  | King Herod and the Cock        |